# Ambangia wallacei
Ambangia wallacei là một loài bọ cánh cứng trong họ Lycidae. Loài này được Bocáková miêu tả khoa học năm 2006.